# Magalhães de Almeida
Magalhães de Almeida là một đô thị thuộc bang Maranhão, Brasil. Đô thị này có diện tích 433,141 km², dân số năm 2007 là 14260 người, mật độ 32,92 người/km².